# Диченко Михайло Петрович
Михайло Петрович Диченко (нар. 15 (27) січня 1863, Будаївка — 4 грудня 1932, Київ) — український радянський астроном.

## Біографія
Народився 15 (27 січня) 1863 року в селі Будаївці (тепер в межах міста Боярки Києво-Святошинського району Київської області). В 1891 році закінчив Київський університет. У 1891—1898 роках працював у Пулковській обсерваторії, з 1898 року — в обсерваторії Київського університету.
Помер 4 грудня 1932 року. Похований в Києві на Лук'янівському цвинтарі.

## Наукова діяльність
Основні роботи стосуються астрометрії і теоретичної астрономії. Частина спостережень Диченка в Пулкові використана для створення каталогів положень 123 біляполярних зір і 781 зодіакальної зорі. Працюючи в Києві, визначав положення зір, планет і комет, положення та власні рухи зір з метою дослідження руху Сонця, склав каталог 640 зодіакальних зір.